# Intelligence (revista)
Intelligence é uma revista acadêmica bimestral de psicologia, revisada por pares, que abrange pesquisas sobre inteligência e psicometria. É publicado pela Elsevier e é o jornal oficial da Sociedade Internacional de Pesquisa em Inteligência. A revista foi criada em 1977 por Douglas K. Detterman (Case Western Reserve University). O editor-chefe é Richard J. Haier.
Foi criticado por ter incluído em seu conselho editorial Gerhard Meisenberg e Richard Lynn, este último sem afiliações relevantes declaradas, os quais apoiam o racismo científico pseudocientífico e a eugenia. O editor-chefe da revista defendeu seu envolvimento com base na liberdade acadêmica. Lynn e Meisenberg não atuam mais no conselho editorial a partir de 2019.

## Abstração e indexação
A revista é abstraída e indexada em Psychological Abstracts/PsycINFO, Child Development Abstracts and Bibliography, Índice Atual para Revistas em Educação, Scopus e Sociological Abstracts. De acordo com o Journal Citation Reports, o fator de impacto para 2017 foi de 2.785.